# Билль, Макс

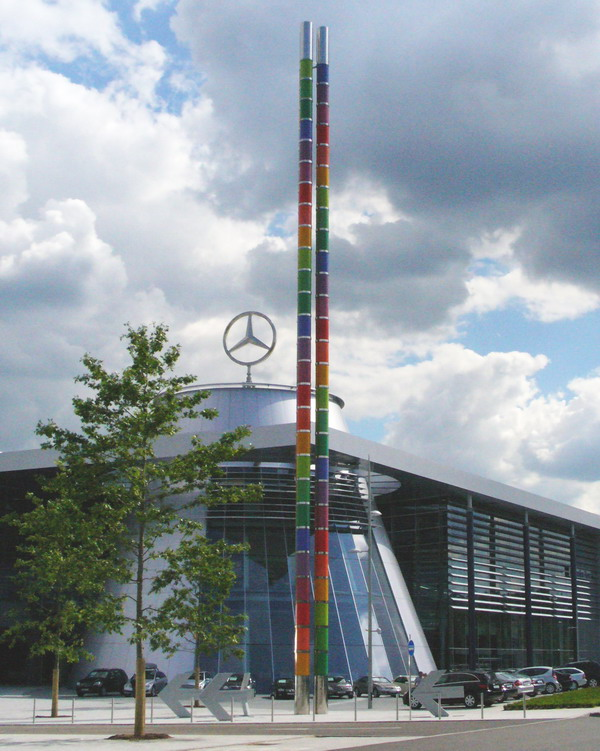
Тройная колонна в Штутгарте

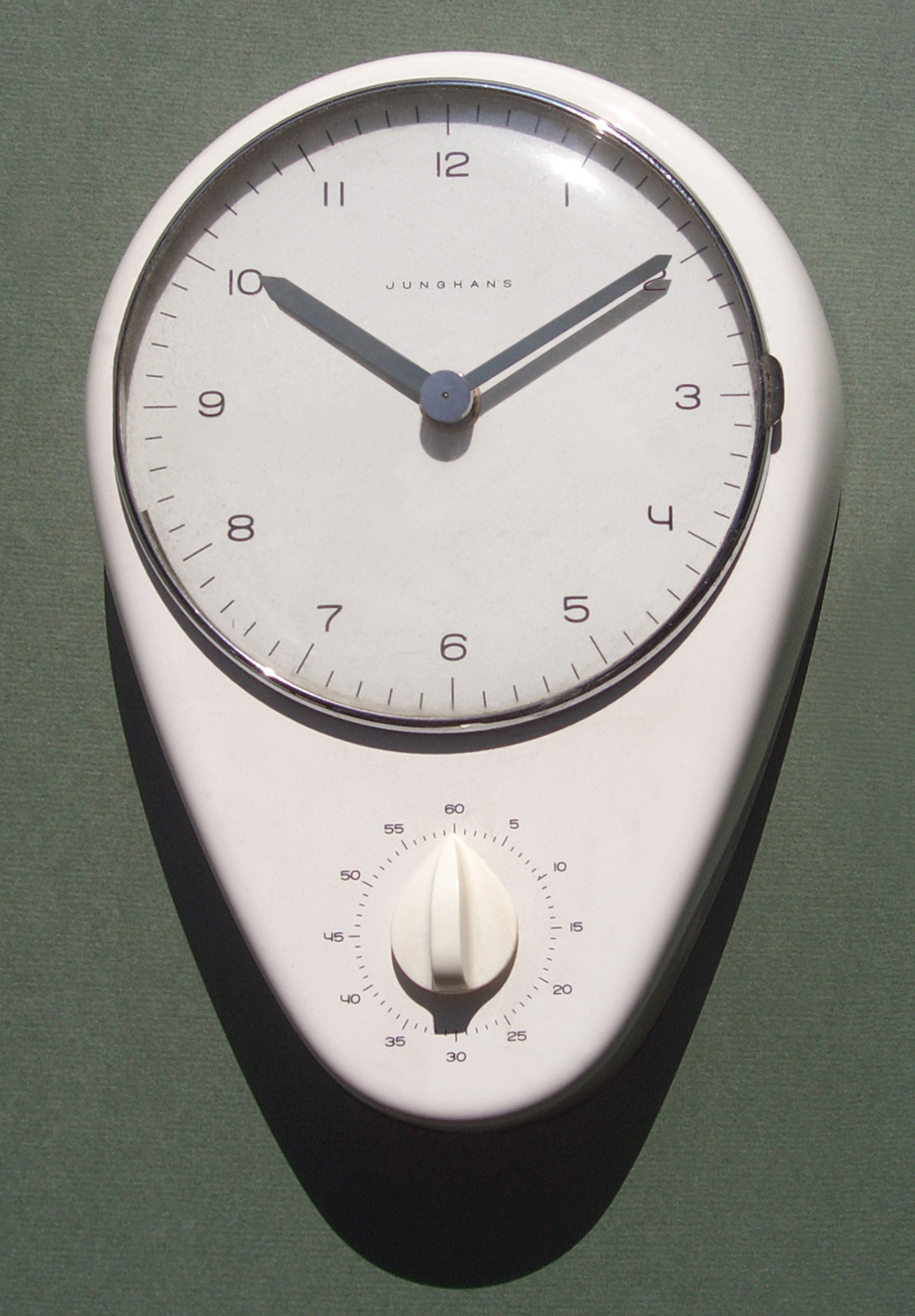
Часы фирмы Junghans (дизайн М.Билла)

Макс Билль (нем. Max Bill; 22 декабря 1908, Винтертур — 9 декабря 1994, Берлин) — швейцарский скульптор, художник-абстракционист, архитектор и дизайнер, представитель цюрихской школы конкретного искусства.

## Жизнь и творчество
М. Билль обучался в 1924—1927 годах как ювелир по серебряным изделиям. Уже в возрасте 17 лет, в 1925 году, он был приглашён со своими ученическими работами на парижскую Международную выставку декоративного искусства, где знакомится с произведениями Ле Корбюзье, К. С. Мельникова и Йозефа Гофмана. В 1927—1928 годах Билль продолжал своё обучение в Дессау, в школе Баухауса, где в то же время преподавали Йозеф Альберс, Василий Кандинский, Оскар Шлеммер, Ласло Мохой-Надь и другие мастера.
С 1929 года Билль профессионально занят как архитектор, и с 1932 года — также как художник, график и скульптор. С 1932 по 1937 год он является членом группы «Абстракция-Творчество» (Abstraction-Création) в Париже. В 1936 году, в каталоге выставки своих произведений он определяет своё искусства как «конкретное» и становится одним из виднейших представителей стиля конкретного искусства. С 1936 года он начинает также публиковаться в прессе и в 1941 основывает издательство «Альянс» (Allianz-Verlag). С 1938 года Билль — член Международного конгресса современной архитектуры.
В 1944—1945 годах художник начинает преподавать в цюрихской Академии прикладного искусства. В этот период он завязывает дружеские отношения с Жоржем Вантонгерло и Франтишеком Купкой. В 1951—1956 годах Билль — один из основателей и руководитель Высшей школы искусств в немецком Ульме, став также архитектором его здания. В 1957 году художник возвращается в Цюрих. В 1967—1974 годах он преподаёт в Высшей школе искусств Гамбурга. В 1961—1964 годах М. Билль был занят как архитектор швейцарской выставки Expo64 в Лозанне. Участник выставок современного искусства documenta I, II и III (в 1955, 1959 и 1964 годах соответственно) в Касселе.
По своим политическим убеждениям Билль ещё с юности выступал как человек левых взглядов, активный антифашист, противник социальной несправедливости в капиталистическом обществе, борец против холодной войны и войны во Вьетнаме, за ядерное разоружение и, уже в 1950-е годы — в защиту окружающей среды. В 1936 году он был взят под наблюдение швейцарской государственной полицией после того, как художник скрывал у себя преследовавшегося в нацистской Германии журналиста Альфреда Томаса. А. Томас был швейцарскими властями в мае 1936 выслан из этой страны; дальнейшая его судьба неизвестна. Билль был приговорён за укрывательство к денежному штрафу. Тем не менее политические беженцы из фашистских Италии и Германии неоднократно и в дальнейшем обращались к нему за помощью.
В 1961—1968 году Билль был членом цюрихского Городского совета, в 1967—1971 — депутатом швейцарского Национального совета (как беспартийный). Был награждён рядом премий на выставках и от художественных обществ и фондов Швейцарии, Германии, США, Японии, Италии и др. С 1964 года он — почётный член Американского института архитекторов. Был награждён командорским крестом ордена «За заслуги перед Федеративной Республикой Германия».
Скульптор неожиданно скончался 9 декабря 1994 года в берлинском аэропорту Тегель.

## Работы
Одним из известнейших дизайнерских произведений Билля является «Ульмская стойка» («Ulmer Hocker»), которая может рассматриваться и как барная стойка, и как табурет. Она и по сей день выпускается в разработке Билля. Другой его дизайнерской работой было проектирование часов для фирмы Junghans.

## Выставки
Билль создал множество скульптур в Европе и широко выставлялся в галереях и музеях, включая ретроспективу в Цюрихском Кунстхаусе в 1968-1969 гг. Его первая выставка в Соединённых Штатах состаялась в галерее Штемпфли в Нью-Йорке в 1963 году, а в 1974 году он был предметом ретроспектив в художественной галерее Олбрайт-Нокс в Буффало в Музее искусств округа Лос-Анджелес. В 1993 году он получил Императорскую премию за скульптуру, присуждённую императором Японии.

## Фильмография
- Max Bill. сценарий и режиссура: Клаус Петер Денкер. (12 мин.) Saarländischer Rundfunk, 1976.
- max bill — das absolute Augenmass. кинофильм Эриха Шмида, 93 мин., 35mm + DVD, Ariadnefilm, Zumikon 2008.

## Галерея

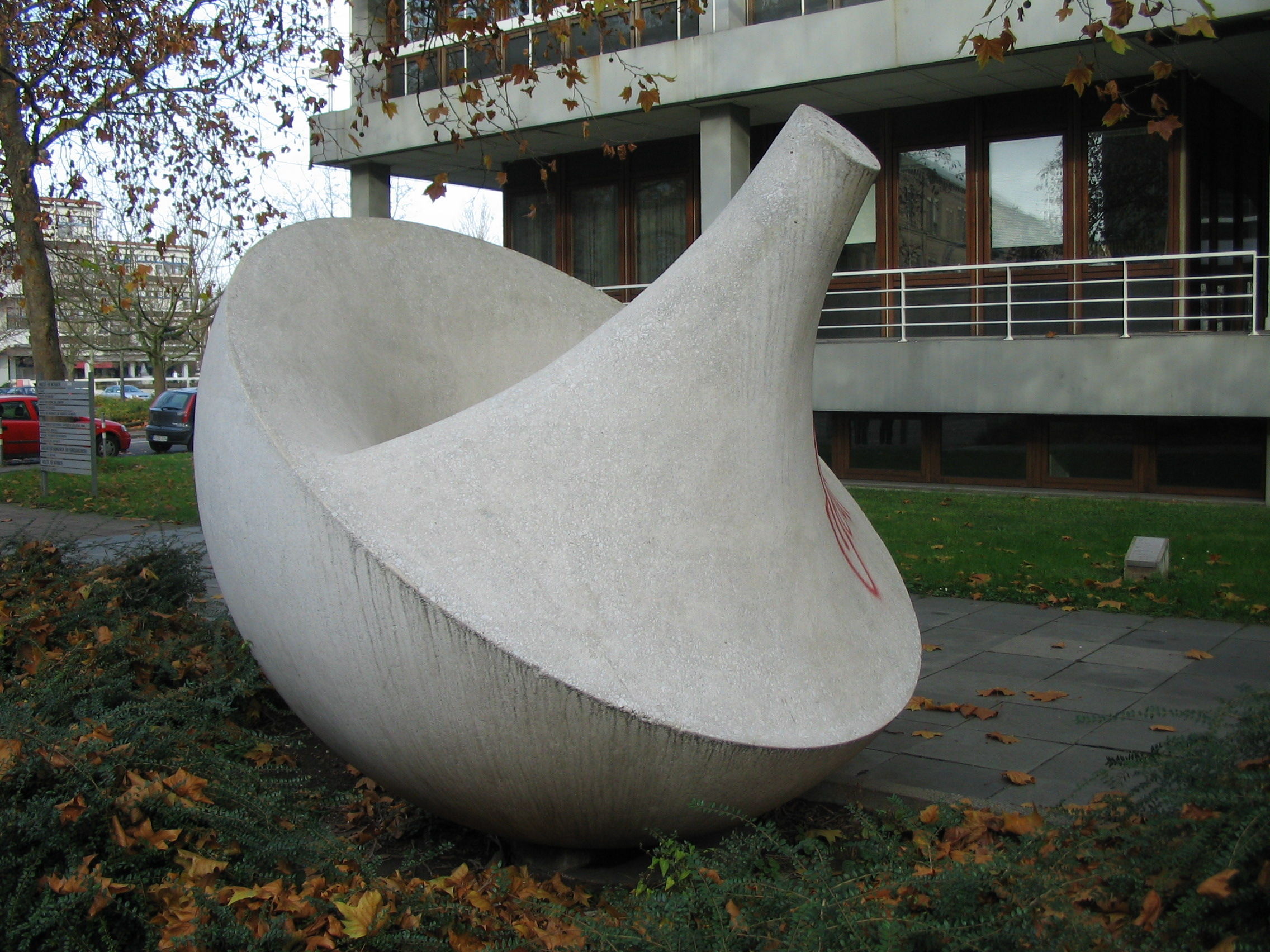
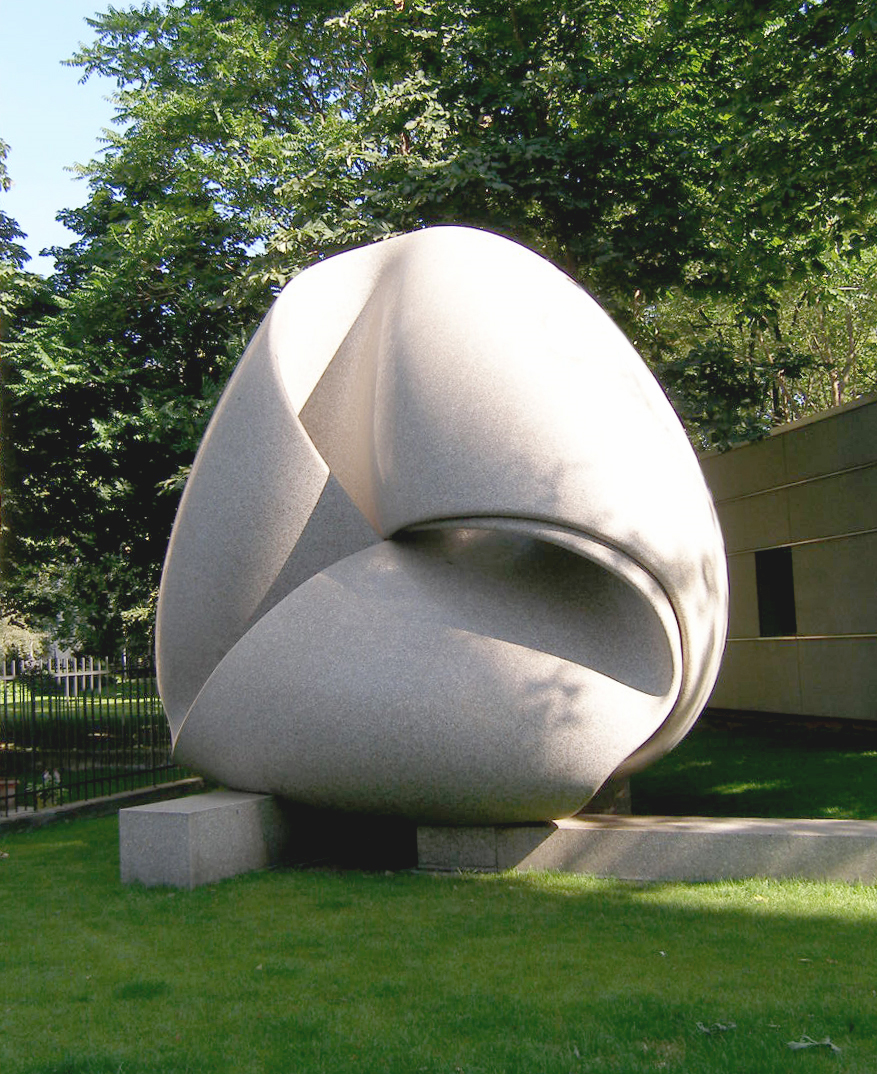
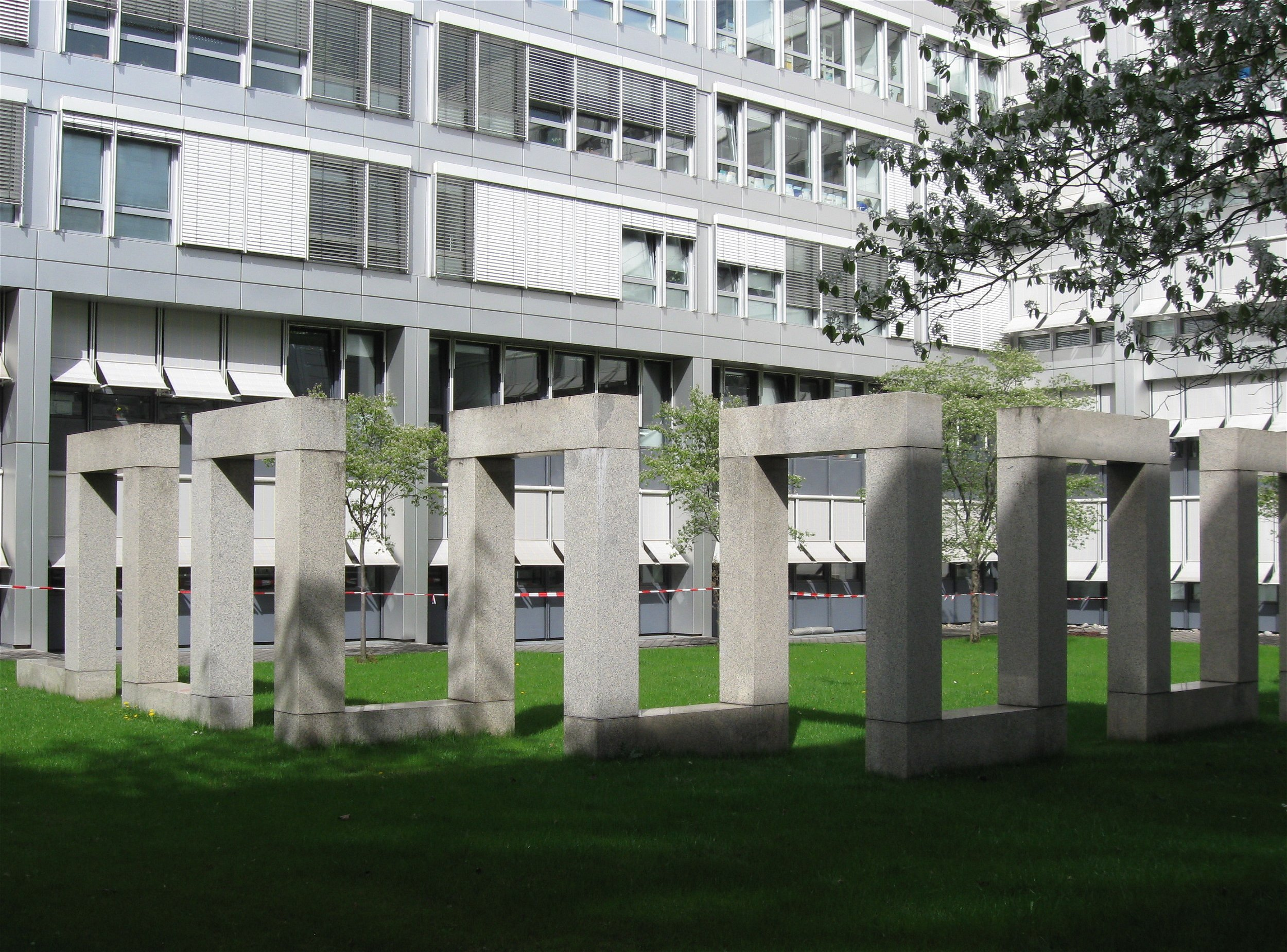
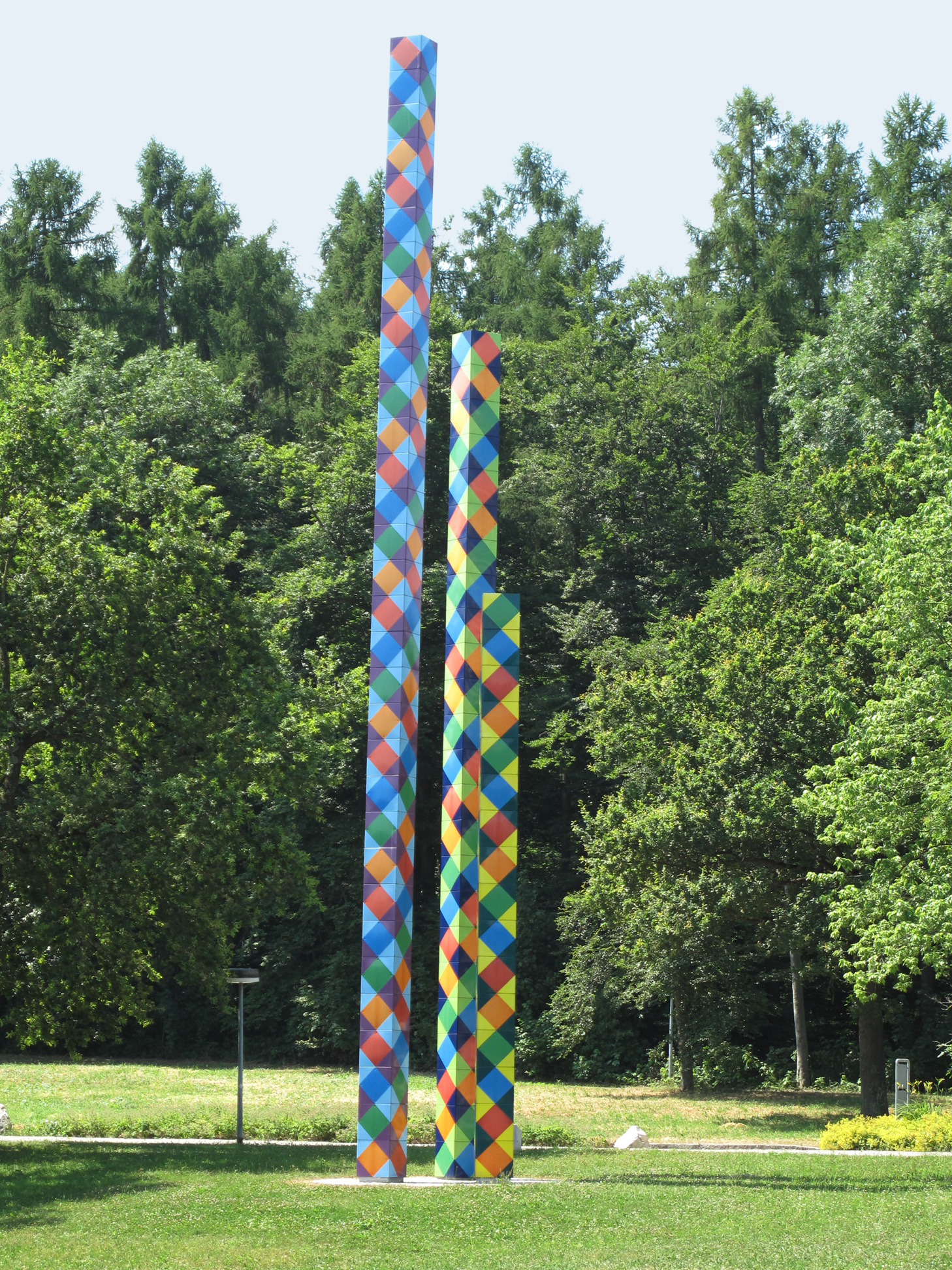
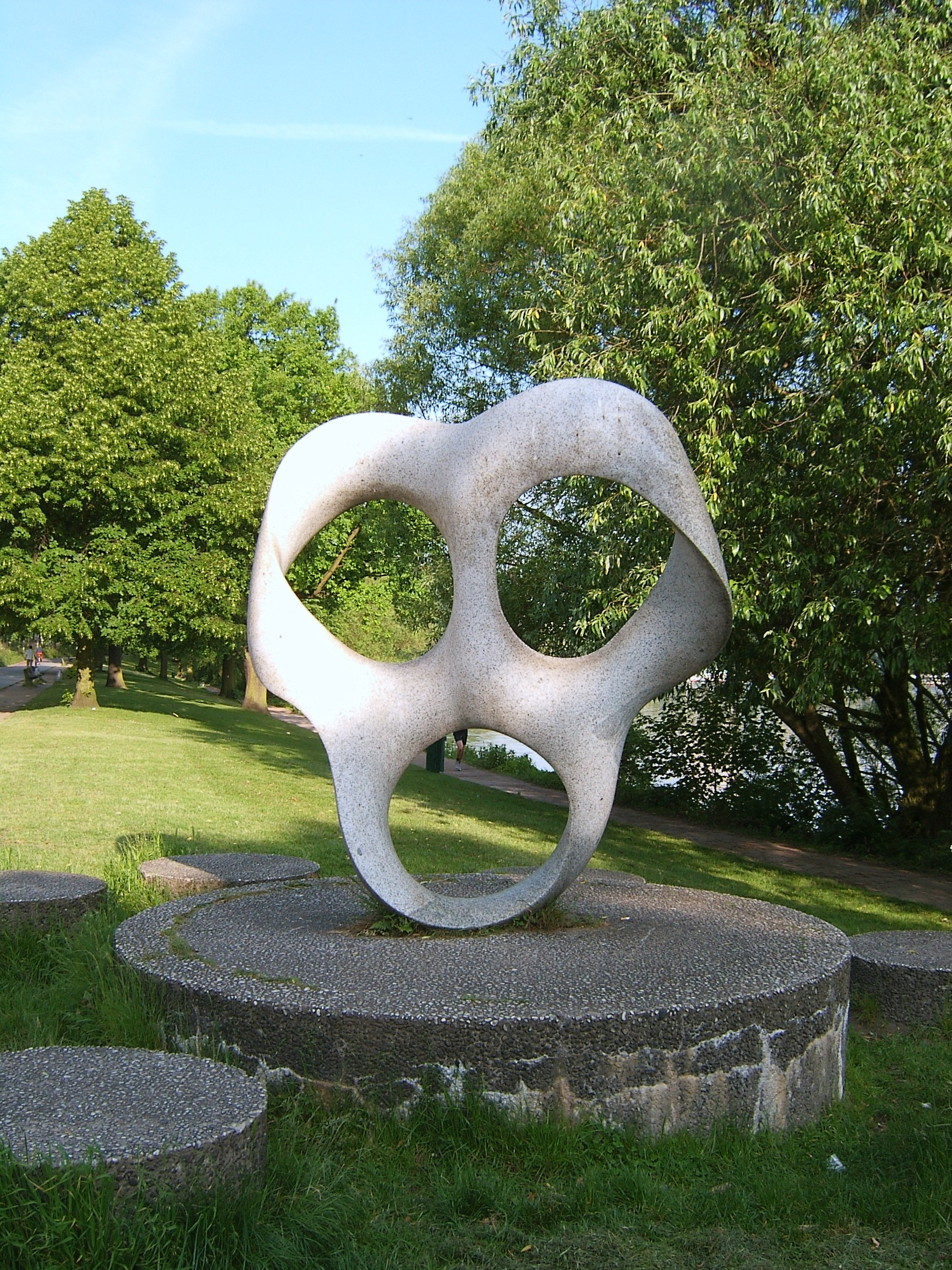